# Astrid Grotelüschen

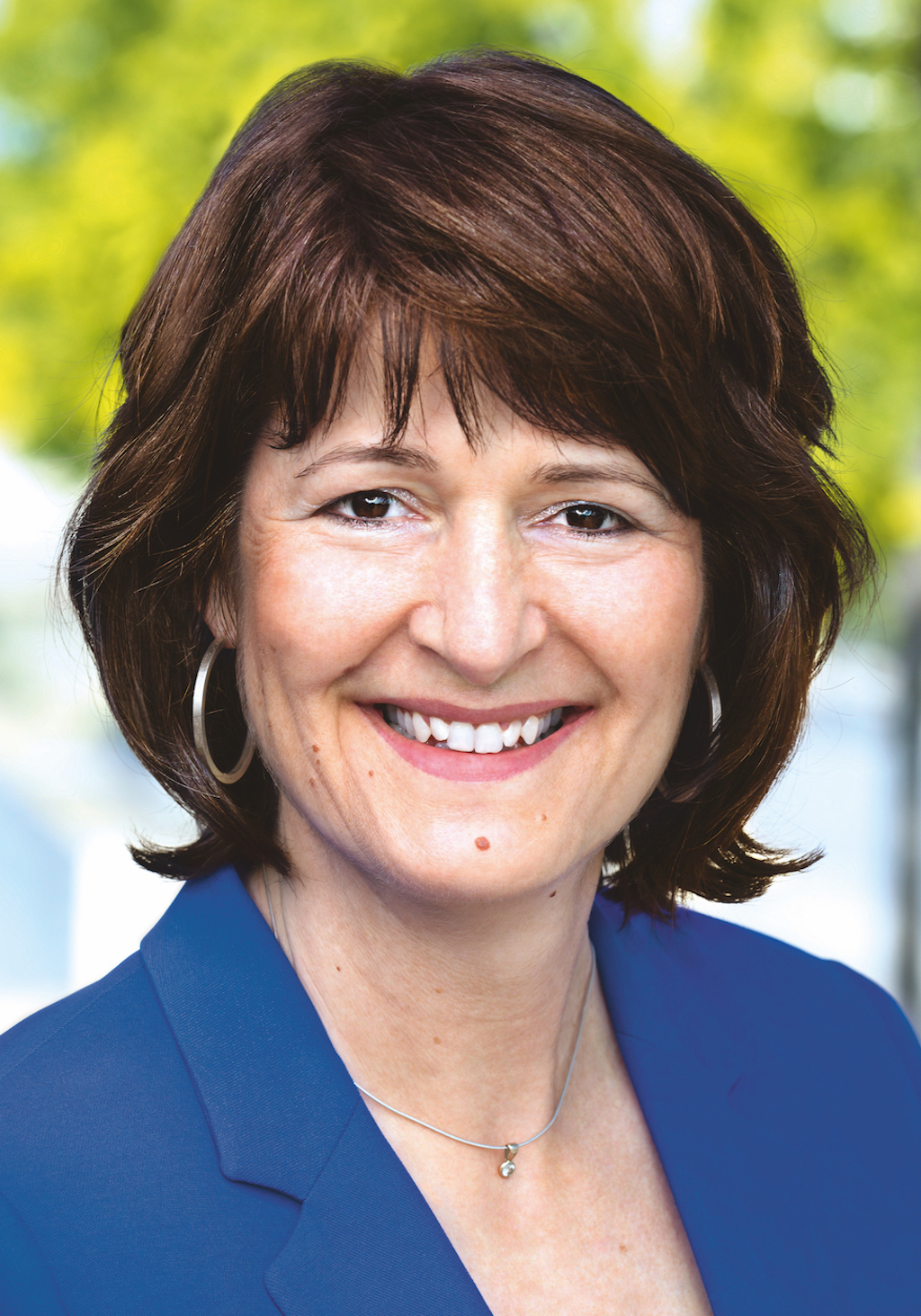
Astrid Grotelüschen, 2017

Astrid Katharina Josefine Grotelüschen, geb. Schober (* 9. Dezember 1964 in Köln) ist eine deutsche Politikerin (CDU) und Oecotrophologin. Von 2013 bis 2021 war sie Mitglied des Deutschen Bundestages, nachdem sie bei der Bundestagswahl 2013 und der Bundestagswahl 2017 das Direktmandat im Wahlkreis Delmenhorst – Wesermarsch – Oldenburg-Land gewonnen hat. Sie war bereits von 2009 bis 2010 direkt gewähltes Mitglied des Deutschen Bundestags und von April bis zu ihrem Rücktritt im Dezember 2010 niedersächsische Ministerin für Ernährung, Landwirtschaft, Verbraucherschutz und Landesentwicklung.

## Leben und Beruf
Grotelüschen wuchs in Brühl (Rheinland) auf, wo sie 1984 das Abitur am Erzbischöflichen St. Ursula-Gymnasium ablegte. Von 1984 bis 1990 studierte sie an der Universität Bonn Haushalts- und Ernährungswissenschaften und schloss als Diplom-Ökotrophologin ab. Sie war die erste in ihrer Familie, die ein Studium absolvierte. Während ihrer Ausbildungszeit arbeitete sie (teils als Praktikantin) in der Lebensmittelindustrie, dem Bäcker- und Fleischerhandwerk, in Großküchen, im Seniorenwohnheim und in der Landwirtschaft. Im Sommer 1990 stieg sie in den damaligen Familienbetrieb ihrer Schwiegereltern, Deutschlands zweitgrößte Mastputen-Brüterei Ahlhorn, ein und übernahm 2001 gemeinsam mit ihrem Ehemann die Geschäftsführung. Im Mai 2010 schied Grotelüschen in allen Funktionen aus der Unternehmensgruppe aus. 2011 orientierte sie sich beruflich neu und nahm eine Beschäftigung in der Grotelüschen Immobilien und Verwaltungs GmbH & Co KG auf, bei der sie in Folge zur Geschäftsführerin (GmbH) bestellt wurde.
Grotelüschen hat drei Kinder und wohnt in Ahlhorn, Gemeinde Großenkneten, südlich von Oldenburg.

## Politik
Grotelüschen ist seit 2000 Mitglied der CDU und seit 2001 stellvertretende Kreisvorsitzende ihrer Partei in Oldenburg-Land. Seit 2001 gehört sie dem Gemeinderat Großenkneten an und ist dort seit 2006 Fraktionsvorsitzende; ebenfalls seit 2006 ist sie Mitglied des Kreistages des Landkreises Oldenburg.
Bei der Bundestagswahl 2009 gewann sie den Wahlkreis 29 (Delmenhorst – Wesermarsch – Oldenburg-Land) in Niedersachsen mit 35,3 % der Erststimmen und zog somit direkt in den Bundestag ein. Sie konnte sich bei der Wahl gegen Holger Ortel (SPD) durchsetzen, der den Wahlkreis zuletzt gewonnen hatte und nun über die Landesliste in den Bundestag einzog. Die SPD hatte den Wahlkreis zuvor fast dreißig Jahre lang durchgehend gewonnen.
Am 19. April 2010 wurde sie von Ministerpräsident Christian Wulff als neue Landwirtschaftsministerin vorgestellt und am 27. April 2010 als Teil des Kabinett Wulff II ins Amt eingeführt. Sie schied damit aus dem Bundestag aus, für sie rückte Ewa Klamt nach. Am 17. Dezember 2010 trat sie von ihrem Ministeramt zurück.
Bei der Bundestagswahl am 22. September 2013 trat sie in ihrem früheren Wahlkreis wieder an, setzte sich knapp mit weniger als 700 Stimmen Vorsprung durch und zog somit in den 18. Deutschen Bundestag ein, dem sie seit dem Zusammentritt Mitte Oktober 2013 angehört.
In der 18. Legislaturperiode ist Grotelüschen seit März 2014 die Vorsitzende des „Unterausschuss für Regionale Wirtschaftspolitik und ERP-Wirtschaftspläne“.
Die Wahl zum 19. Deutschen Bundestag fand am 24. September 2017 statt. Sie gewann den Wahlkreis zum dritten Mal in Folge mit 34,1 % und einem Vorsprung von 2063 Erststimmen.
Im 19. Deutschen Bundestag ist Grotelüschen stellvertretende Vorsitzende des Unterausschusses Regionale Wirtschaftspolitik und ERP-Wirtschaftspläne. Zudem gehört sie als ordentliches Mitglied dem Ausschuss für Wirtschaft und Energie an und ist als stellvertretendes Mitglied im Ausschuss für Bildung, Forschung und Technikfolgenabschätzung vertreten.
Am 9. April 2020 gab sie bekannt, für die Bundestagswahl 2021 nicht erneut kandidieren zu wollen. Als ihren Nachfolger nominierte die CDU Philipp Albrecht.

## Kritik
Im August 2010 wurde Astrid Grotelüschen von der Tierrechtsorganisation PETA wegen des Verdachts angezeigt, an der Tierquälerei in Putenmaststätten der Erzeugergemeinschaft Mecklenburg-Vorpommern beteiligt zu sein, von deren Anteilen Grotelüschens Mann 30 % hält.
Die zuständige Staatsanwaltschaft Oldenburg leitete nach Prüfung Anfang Oktober 2010 keine Ermittlungen gegen die Familie Grotelüschen ein, da die „Familie Grotelüschen … für diese Tierställe nicht verantwortlich“ sei.

## Belege
1. ↑  Astrid Grotelüschen im Munzinger-Archiv (Artikelanfang frei abrufbar).
2. 1 2  Jochen Brünner: Grotelüschen tritt nicht wieder an. In: weser-kurier.de. Abgerufen am 7. November 2021 (deutsch).
3. ↑  ErsteAnDerUni - Ein Projekt von Arbeiterkind.de: Astrid Grotelüschen, CDU-Bundestagsabgeordnete, für www.ersteanderuni.de. 20. Juni 2016, abgerufen am 25. September 2017.
4. ↑  Für den Absatz: Biographie beim Deutschen Bundestag; Nils Klawitter: Tierquälerei-Verdacht. Neue Vorwürfe gegen Ministerin Grotelüschen. In: Spiegel Online, 19. August 2010; Der Fall Grotelüschen. Puten-Industrielle wird Tierschutz-Ministerin. (Memento vom 15. August 2010 im Internet Archive) In: PETA.de, August 2010.
5. ↑  Deutscher Bundestag - Grotelüschen, Astrid. Abgerufen am 15. Mai 2020.
6. ↑  Bettina-Schellong Lammel: Deutscher Bundestag - Oldenburger Wirtschaftexpertin: Astrid Grotelüschen. Abgerufen am 15. Mai 2020.
7. ↑  Uta-Maria Kramer: Kandidatin tankt in grüner Oase auf. In: Nordwest-Zeitung (Onlineausgabe), 11. September 2013, abgerufen am 12. September 2013.
8. ↑  Biografie auf der persönlichen Website. Abgerufen am 3. Juni 2019.
9. ↑  Astrid Grotelüschen auf abgeordnetenwatch.de.
10. 1 2  Ute Winsemann: Astrid Grotelüschen zum zweiten Mal dabei. In: Weser-Kurier.de, 23. September 2013.
11. ↑  Michael Weber: Neue Minister im Amt. Landtag stimmt Kabinettsumbildung zu. In: Mein-Niedersachsen.de, 27. April 2010.
12. ↑  Ministerpräsident David McAllister beruft Staatssekretär a. D. Gert Lindemann. Pressemitteilung. Niedersächsische Staatskanzlei, 17. Dezember 2010, abgerufen am 18. Dezember 2010.
13. ↑  Deutscher Bundestag - Unterausschuss Regionale Wirtschaftspolitik und ERP-Wirtschaftspläne. In: Deutscher Bundestag. (online [abgerufen am 25. September 2017]).
14. ↑  tagesschau.de: Wahlergebnisse 19. Bundestagswahl Delmenhorst – Wesermarsch – Oldenburg-Land (WK 28). Archiviert vom Original (nicht mehr online verfügbar) am 26. September 2017; abgerufen am 25. September 2017.
15. ↑  Deutscher Bundestag - Biografien. Abgerufen am 2. Juni 2020.
16. ↑  Gerwin Möller: Philipp Albrecht will das Direktmandat. In: weser-kurier.de. 10. März 2021, abgerufen am 6. März 2024.
17. ↑  Tierschützer zeigen Niedersachsens Agrarministerin an. (Memento vom 14. November 2010 im Internet Archive) In: stern.de, 11. August 2010.
18. ↑  Keine Ermittlungen wegen Tierquälerei gegen Grotelüschen. In: Nordwest-Zeitung (Online-Ausgabe). 28. Oktober 2010, archiviert vom Original am 10. Januar 2014; abgerufen am 31. Januar 2011.

| Personendaten    | Personendaten                                                                               |
| ---------------- | ------------------------------------------------------------------------------------------- |
| NAME             | Grotelüschen, Astrid                                                                        |
| ALTERNATIVNAMEN  | Grotelüschen, Astrid Katharina Josefine (vollständiger Name); Schober, Astrid (Geburtsname) |
| KURZBESCHREIBUNG | deutsche Politikerin (CDU), MdB                                                             |
| GEBURTSDATUM     | 9. Dezember 1964                                                                            |
| GEBURTSORT       | Köln                                                                                        |